# Лос-Андес (провінція Чилі)
Провінція Лос-Андес (ісп. Provincia de Los Andes) — провінція у Чилі у складі області Вальпараїсо. Адміністративний центр — Лос-Андес.
Складається з 4 комун.
Територія — 3054,1 км². Населення — 91 683 осіб. Щільність населення — 30,02 осіб/км².

## Географія
Провінція розташована на сході області Вальпараїсо.
Провінція межує:
- На сході — Сан-Хуан і Мендоса (Аргентина)
- На північному заході — провінції Сан-Феліпе-де-Аконкагуа
- На південному заході — провінція Чакабуко
- На півдні — провінція Кордильєра

## Адміністративний поділ
Провінція включає в себе 4 комуни:
- Лос-Андес. Адміністративний центр — Лос-Андес.
- Сан-Естебан. Адміністративний центр — Сан-Естебан.
- Кальє-Ларга. Адміністративний центр — Кальє-Ларга.
- Ринконада. Адміністративний центр — Санта-Марія.

## Найбільші населені пункти
| №  | Населений пункт                | Категорія | Населення осіб (2002) | Чоловіче населення осіб | Жіноче населення осіб | Територія км² |
| -- | ------------------------------ | --------- | --------------------- | ----------------------- | --------------------- | ------------- |
| 1  | Лос-Андес                      | місто     | 55127                 | 27293                   | 27834                 | 16,42         |
| 2  | Сан-Естебан                    | селище    | 7542                  | 3698                    | 3844                  | 6,81          |
| 3  | Ринконада                      | селище    | 5727                  | 2918                    | 2809                  | 13,51         |
| 4  | Калье-Ларга                    | місто     | 4966                  | 2461                    | 2505                  | 3,82          |
| 5  | Ло-Кальво                      | село      | 1285                  | 674                     | 611                   |               |
| 6  | Ель-Саус                       | село      | 841                   | 442                     | 399                   |               |
| 7  | Лас-Віскачас                   | село      | 763                   | 391                     | 372                   |               |
| 8  | покурити                       | село      | 734                   | 374                     | 360                   |               |
| 9  | Ель-Ігуераль                   | село      | 703                   | 365                     | 338                   |               |
| 10 | Фонсеа                         | село      | 612                   | 321                     | 291                   |               |
| 11 | Лос-Лібертадорес               | село      | 599                   | 574                     | 25                    |               |
| 12 | Льянос-Норте-Альто             | село      | 565                   | 292                     | 273                   |               |
| 13 | Пасо-Басауре-Альто-дель-Пуерто | село      | 539                   | 275                     | 264                   |               |
| 14 | Ріо-Бланко-Альто               | село      | 530                   | 267                     | 263                   |               |
| 15 | Ла-Кальдера                    | село      | 510                   | 268                     | 242                   |               |